# Герман Столобенский
Герман — иеромонах, основатель, строитель и настоятель Нило-Столобенской пустыни.

## Биография
Герман сперва был иноком находившегося близ озера Селигера Николаевского Рожковского монастыря, в котором сохранялась и чтилась память пустынника Нила Столобенского, подвизавшегося на Столобном острове озера Селигер и погребенного на этом острове в уединенной часовне. 

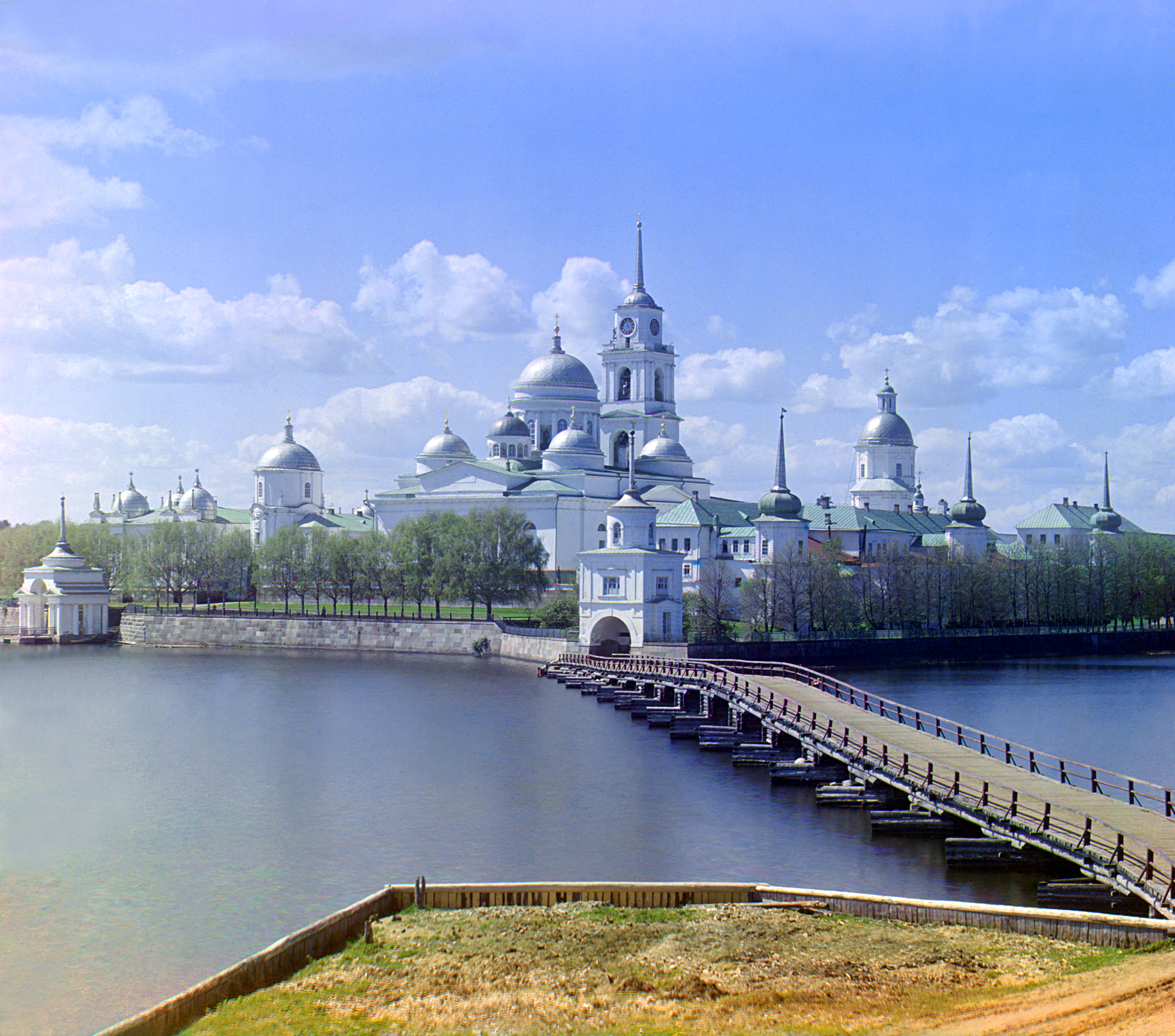
Нило-Столобенская пустынь

Герман вместе с другими поклонниками посещал этот остров, возобновил часовню и гробницу пустынника и наконец в 1591—1594 гг. построил на острове «при помощи боголюбивых христиан» церковь Богоявления Господня с приделом во имя новоявленного тогда угодника Василия Блаженного. При церкви был открыт общежительный монастырь, и Герман стал управлять им с титулом «строителя». 
Герман очень заботился о прославлении патрона острова — преподобного Нила: в 1595 году по его приказанию был написан образ Нила и возложен на гробницу Преподобного; он собирал и записывал сведения о жизни Нила. Считая себя «недовольным писания», Герман передал эти записки иноку Болдина монастыря Филофею Пирогову, который и составил «Житие Нила Столобенского», стихиры и канон ему. Впрочем, по замечанию профессора Василия Осиповича Ключевского, «сохранившаяся записка Германа о составлении жития показывает, что он не хуже Филофея владел книжным языком». 
В последнее время управления Германа Ниловой пустынью этот монастырь сильно пострадал от набега литовцев. 
Герман умер 22 февраля 1614 года; за три дня до смерти «целым умом и разумом» составил «духовную память», в которой с редкой в умирающем хозяйственной заботливостью перечислил имущество монастыря.